# Lin’an

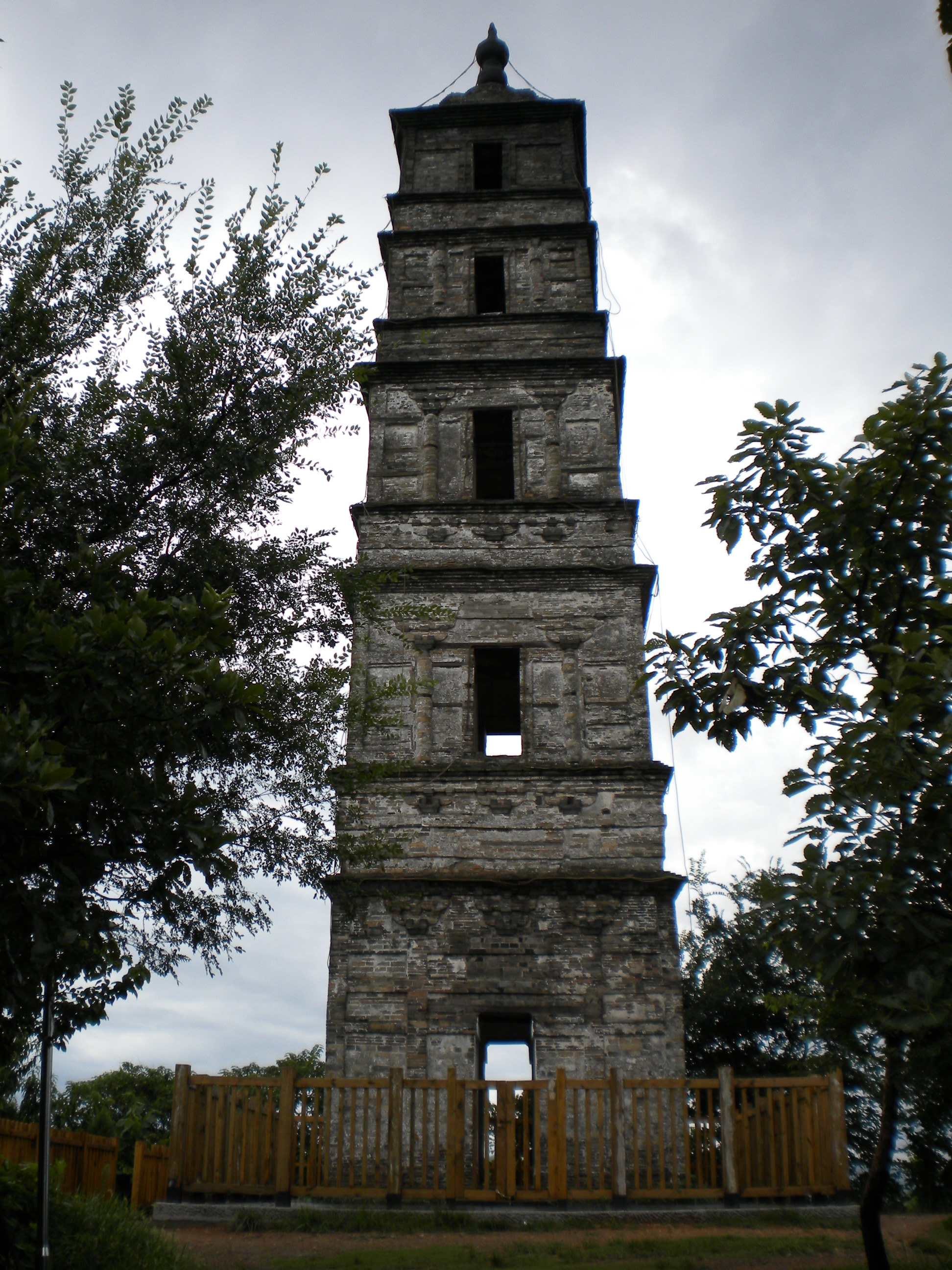
Gongchen-Pagode in Lin’an

Der Stadtbezirk Lin’an (chin. 臨安市 / 临安区,  Lín'ān Qū) ist ein Stadtbezirk der Unterprovinzstadt Hangzhou, der Hauptstadt der Provinz Zhejiang in der Volksrepublik China. Er hat eine Fläche von 3.117 km² und zählt 634.555 Einwohner (Stand: Zensus 2020).
Die Königsgräber des Wuyue-Reiches (Wuyueguo wangling 吴越国王陵) aus der Zeit der Fünf Dynastien und Zehn Reiche und die Gongchen-Pagode (Gongchen ta 功臣塔) stehen seit 2001 auf der Liste der Denkmäler der Volksrepublik China.